# Parco nazionale di Čăvaš Vărmanĕ
Il parco nazionale di Čăvaš Vărmanĕ (in russo Национальный парк «Чаваш вармане»?; in italiano «foresta dei Ciuvasci») è un vasto tratto di foresta ininterrotta nella regione del medio Volga. Il parco è stato istituito con il duplice scopo di preservare la diversità biologica e proteggere un sito di particolare importanza per il popolo dei Ciuvasci. È situato nella pianura dell'Europa centro-orientale, 100 km a ovest del punto in cui la Kama si congiunge al Volga, nel rajon di Šemurša della Repubblica di Ciuvascia (Russia).

## Geografia
In un'area di circa 252 chilometri quadrati, Čăvaš Vărmanĕ presenta tre differenti tipi di foresta: la taiga meridionale (foresta di conifere), la foresta di querce delle alture del Volga e la foresta mista di latifoglie e conifere. Il territorio del parco è di forma grosso modo rettangolare, estendendosi per 24 km da nord a sud e per 17 km da est a ovest. Una zona cuscinetto di 12 km circonda il parco, all'interno del quale sono state istituite zone adibite a scopi diversi, quali la pura protezione ambientale, la ricreazione e i servizi per i visitatori. Il 95% del parco è ricoperto da foresta, mentre la parte restante del territorio è occupata da palude, prateria e pascoli. La foresta è situata su un reticolo di valli fluviali tagliate dai fiumi Abamza proveniente da nord e Bezdna da ovest, che si incontrano nel centro del parco per poi dirigersi a sud, oltre ad altri numerosi affluenti. Molti di questi fiumi si snodano attraverso distese alluvionali pianeggianti.

Il parco nazionale di Čăvaš Vărmanĕ (la zona verde in alto a sinistra).

Il clima della foresta dei Ciuvasci è di tipo continentale umido (Dfb secondo la classificazione dei climi di Köppen), con temperature medie che variano dai -13 °C di febbraio ai 19 °C di luglio. Le precipitazioni annue sono mediamente di 607-657 mm.
La durata della stagione calda (quando le temperature diurne rimangono sopra 0 °C) è di 200-201 giorni all'anno. La regione è colpita da periodici cicli di siccità di 3-4 anni, ma cadono tuttavia piogge sufficienti ad alimentare la foresta.

## Flora
Un inventario della flora del parco stilato nel 2005 indica che il 45% della foresta è costituito da pini, il 27% da betulle, il 15% da pioppi tremuli e il 13% da altre essenze. Per quanto riguarda il grado di maturazione degli alberi, il 48% è costituito da giovani alberelli, il 40% da piante di mezza età e il 6% da alberi in età avanzata; l'età media degli alberi del parco è di 50 anni. Secondo la direzione del parco, l'elevato livello di alberi di mezza età è dovuto ad un intenso disboscamento subito dalla regione prima dell'istituzione del parco, nonché a un grande incendio scoppiato qui nel 1972.

## Fauna
La fauna del parco è quella rappresentativa della Ciuvascia. A Čăvaš Vărmanĕ si trova oltre il 90% delle specie diffuse in tutta la Repubblica. I censimenti indicano la presenza di 40 specie di mammiferi, 170 specie di uccelli (90 delle quali nidificano nel parco), 16 specie di anfibi e rettili e 19 specie di pesci. Nella foresta temperata di pini e latifoglie vivono le specie tipiche di questo ambiente: lepre, scoiattolo, tasso, puzzola, visone, martora, rana arvale, ecc. Dopo l'istituzione del parco, la caccia è stata vietata e l'orso bruno, il lupo e il castoro hanno fatto ritorno. I fiumi e i laghi alluvionali ospitano varie specie di pesci, di cui il cavedano, il leucisco, l'alborella di fiume, il rutilo, il gobione, la tinca, l'ido, il cobite e la trota sono le più numerose, costituendo il 95% del pescato. In anni recenti, nel parco ha fatto ritorno il gambero di fiume, considerato un indicatore del miglioramento della pulizia delle acque. Tra i rapaci qui presenti ricordiamo l'albanella pallida, specie prossima alla minaccia, e l'aquila anatraia maggiore, specie vulnerabile.

## Storia
Nell'antichità, la foresta dei Ciuvasci si trovava nel punto dove confluivano due culture distinte: quella dei popoli nomadi delle steppe a sud e quella delle popolazioni praticanti l'agricoltura nella zona boschiva. L'economia forestale comprendeva attività quali la produzione di carbone e l'estrazione di catrame dagli alberi.
Nel parco vi sono numerosi percorsi «ecologici» ed «etno-ecologici», con cartelli educativi sull'ambiente forestale e sull'utilizzo della foresta da parte degli antichi abitanti. I percorsi sono accessibili a visitatori di tutte le età e abilità.